# Karcag
Karcag (în română Cârceag)  este un oraș în districtul Karcag, județul Jász-Nagykun-Szolnok, Ungaria, având o populație de 21.052 de locuitori (2011). 

## Demografie
Componența etnică a orașului Karcag
     Maghiari (90,84%)
     Romi (8,11%)
     Necunoscut (0,55%)
     Alții (0,5%)
Componența confesională a orașului Karcag
     Fără religie (36,88%)
     Reformați (24,23%)
     Romano-catolici (11,63%)
     Atei (1,29%)
     Necunoscută (25,6%)
     Alte religii (1,81%)
Conform recensământului din 2011, orașul Karcag avea 21.052 de locuitori. Din punct de vedere etnic, majoritatea locuitorilor (90,84%) erau maghiari, cu o minoritate de romi (8,11%). Apartenența etnică nu este cunoscută în cazul a 0,55% din locuitori. Nu există o religie majoritară, locuitorii fiind persoane fără religie (36,88%), reformați (24,23%), romano-catolici (11,63%) și atei (1,29%). Pentru 25,6% din locuitori nu este cunoscută apartenența confesională.